# جشمة شيرين (هندميني)
جشمة شيرين (بالفارسية: چشمه شیرین) هي قرية تقع في إيران في قسم هندميني الريفي. يقدر عدد سكانها بـ 1,172 نسمة .